# 薩拉戈薩的文森特
薩拉戈薩的文森特（Vincent of Saragossa）是一位天主教聖人，出生於三世紀時的西班牙威斯卡。文森特生前多數時間待在薩拉戈薩，擔任主教瓦列里烏斯的助手以及發言人。羅馬皇帝戴克里先開始迫害基督徒後，文森特與瓦列里烏斯被捕入獄。當法官以焚毀他的基督教書籍為條件釋放他時，文森特拒絕，表明他已經準備好為了自己的信仰犧牲一切。文森特隨後遭到各種酷刑折磨至死，他的屍體被丟入海裡。

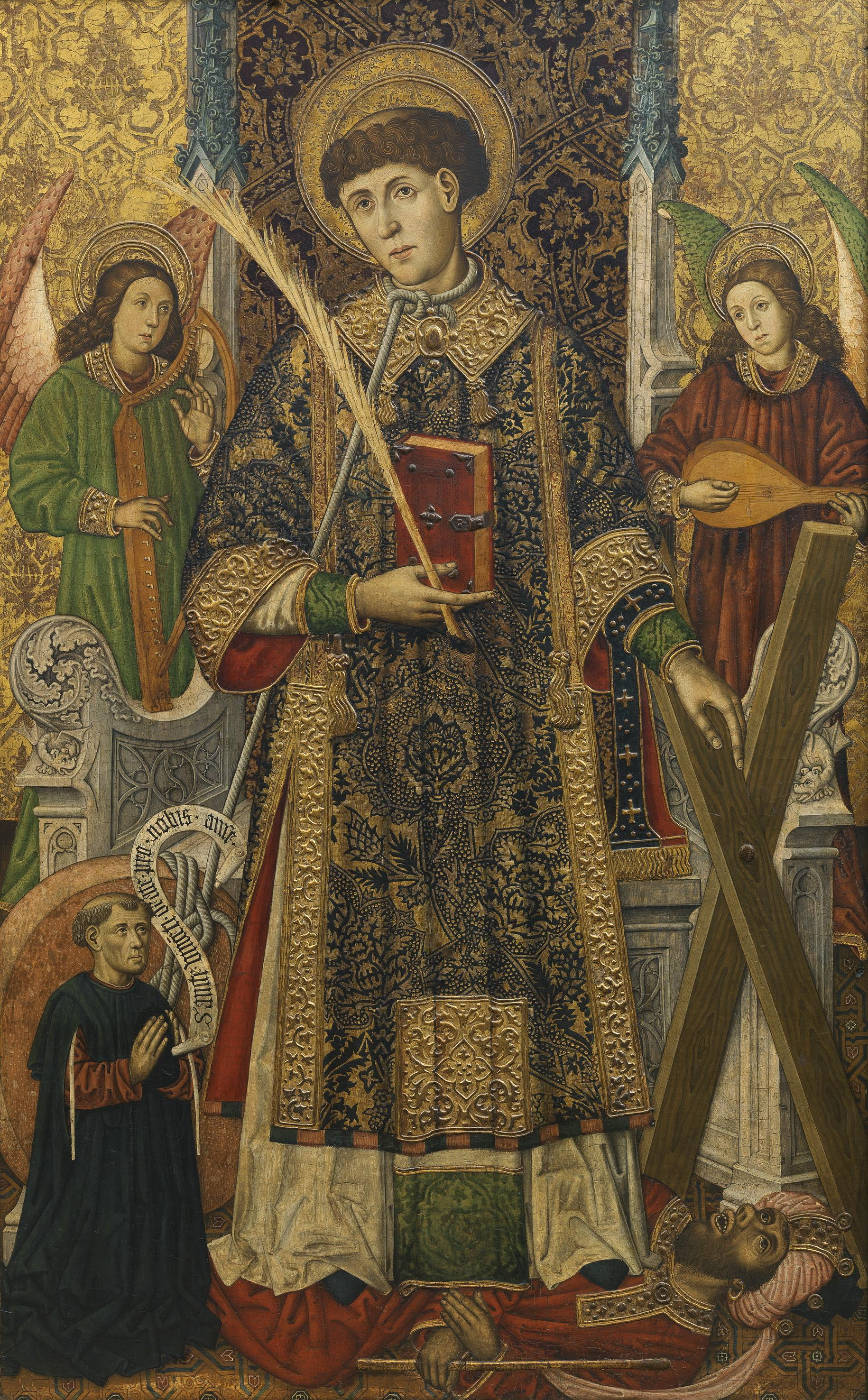
薩拉戈薩的文森特